# Unbridled
Unbridled (engelska för otyglad), född 5 mars 1987, död 18 oktober 2001, var ett engelskt fullblod, mest känd för att ha segrat i Kentucky Derby (1990) och Breeders' Cup Classic (1990). Unbridleds största rival under tävlingskarriären var Summer Squall, som han blev besegrad av i fyra av sex möten.

## Bakgrund
Unbridled var en brun hingst efter Fappiano och under Gana Facil (efter Le Fabuleux). Han föddes upp av Tartan Stable och ägdes av Frances A. Genter. Han tränades under tävlingskarriären av Carl Nafzger.
Unbridled tävlade mellan 1989 och 1991 och sprang under sin tävlingskarriär in 4 489 475 dollar på 24 starter, varav 8 segrar, 6 andraplatser och 6 tredjeplatser. Han tog karriärens största segrar i Kentucky Derby (1990) och Breeders' Cup Classic (1990). Han segrade även i What a Pleasure Stakes 1989, Florida Derby (1990) och Deputy Minister Handicap (1991).
Unbridled blev far till 183 segrare (38 av dessa segrade i stakeslöp), som sprang in över 31 miljoner dollar år 2000. Unbridled är 2021 den senaste segraren av Kentucky Derby som blivit far till en annan Derbyvinnare: Grindstone, som vann Kentucky Derby 1996.

### Död
I september 2001 genomgick Unbridled två operationer vid Hagyard Equine Medical Institute, nära Lexington, Kentucky, för att behandlas för tarmproblem. Han genomgick sin första operation den 21 september, där tre fot av hans tarm togs bort. Fem dagar efter operationen fick han problem och genomgick en andra operation den 26 september. Unbridled tillfrisknade igen och skickades hem till Claiborne Farm den 8 oktober. Den 19 oktober 2001, klockan 18:00, avlivades Unbridled på kliniken efter ett allvarligt anfall av kolik, och hans tillstånd ansågs vara inoperabelt.
Unbridled begravdes på Claiborne Farm.